# O Vale dos Amantes
O Vale dos Amantes é um filme de drama produzido no Brasil e lançado em 1982, sob a direção do Tony Rabatoni.

## Elenco
- Deni Cavalcanti... Carlos Alberto
- Rita Cadillac... Cristina
- Sérgio Hingst.. Gomes
- Liana Duval... Joana
- Marthus Mathias...
- Acácia Andrea... Berenice
- Danielle Ferrite... Estela
- Mara Carmem... Tereza
- Wilson Sampson... Romeu